# Casa de Jabad
Una Casa de Jabad (en hebreo: בית חב "ד) (Beit Jabad) es una institución que forma parte del movimiento Jabad-Lubavitch, y sirve principalmente como centro para la difusión del judaísmo jasídico. También se utiliza como lugar de encuentro para los miembros de Jabad. Las casas de Jabad son administradas por los shluchim (emisarios) locales, enviados a un lugar. En las casas el rabino y su esposa organizan programas de bienvenida, actividades y servicios para la comunidad judía local y para judíos turistas.
Las casas de Jabad existen internacionalmente como centros para la comunidad judía que ofrecen actividades educativas para toda la comunidad, independientemente del grado de observancia religiosa. Cada centro tiene como objetivo ofrecer un lugar acogedor e informal para aprender y observar el judaísmo, y proporcionar una atmósfera relajante para que todo el pueblo judío se sienta cómodo en los eventos de Jabad. Algunas casas están dentro o cerca de los campus universitarios.